# Hwang In-yeop
Dans ce nom coréen, le nom de famille, Hwang, précède le nom personnel.
Hwang In-yeop, né le 19 janvier 1991 à Uijeongbu (Corée du Sud), est un acteur, mannequin et chanteur sud-coréen. Il est dirigé par l'agence KeyEast Entertainment. In Yeop est notamment connu pour ses rôles dans les drames télévisés comme The Tale of Nokdu (2019), 18 Again (2020),True Beauty (2020) et Why Her (2022).

## Biographie

### Carrière
Hwang In Yeop effectua son service militaire avant de commencer sa carrière en tant que modèle en 2017. Il fit officiellement ses débuts d'acteur en 2018 avec le rôle principal dans le Webdrama WHY (aux côtés de Jung Gun Joo et de Oh Ah Yeon)
En 2019, il apparaît dans le Webdrama Freshman (aux côtés de Lee Jung Ha et de Mun Ju Yeon).
Puis il joua le rôle de Dan Ho, le bras droit de Yul Mo, dans le drama TheTale of Nokdu.
Et en 2020, sa carrière se verra propulsé en avant grâce à son rôle décisif en tant que Han Seo Jun dans True Beauty où il y chantera aussi l'un des OST nommé "Ça commence aujourd'hui / 시작인걸".

### Jeunesse
Il a fait ses études à Philippine Nikkei Jin Kai - International School à Davao, aux Philippines où il était appelé sous son nom anglais Ryan Leon.
In Yeop a également un petit frère producteur. Ils ont grandi dans une famille de classe moyenne.

## Anecdotes
Son signe astrologique est capricorne et son signe astrologique chinois est celui du Cheval.
Son rêve était de devenir créateur de mode.

## Filmographie
- 2018 : W.H.Y.: What Happened to Your Relationship : Gi Jae-young (10 épisodes)
- 2019 : Freshman : Seo Kyo-won (12 épisodes)
- 2019 : The Tale of Nokdu : Park Dan-ho (32 épisodes)
- 2020 : 18 Again : Goo Ja-sung (16 épisodes)[5]
- 2020 : True Beauty : Han Seo-jun (16 épisodes)
- 2022 : The Sound of Magic : Na Il-Deung (6 épisodes)
- 2022 :  Why her ? : Gong Chan (16 episodes)
- 2024: Family by choice : Kim Sanha

## Distinctions
| Année | Récompense                        | Catégorie                         | Ref   |
| ----- | --------------------------------- | --------------------------------- | ----- |
| 2021  | Brand Customer Loyalty Award 2021 | Meilleur acteur débutant masculin | [ 6 ] |